# Dorfkirche Neckeroda

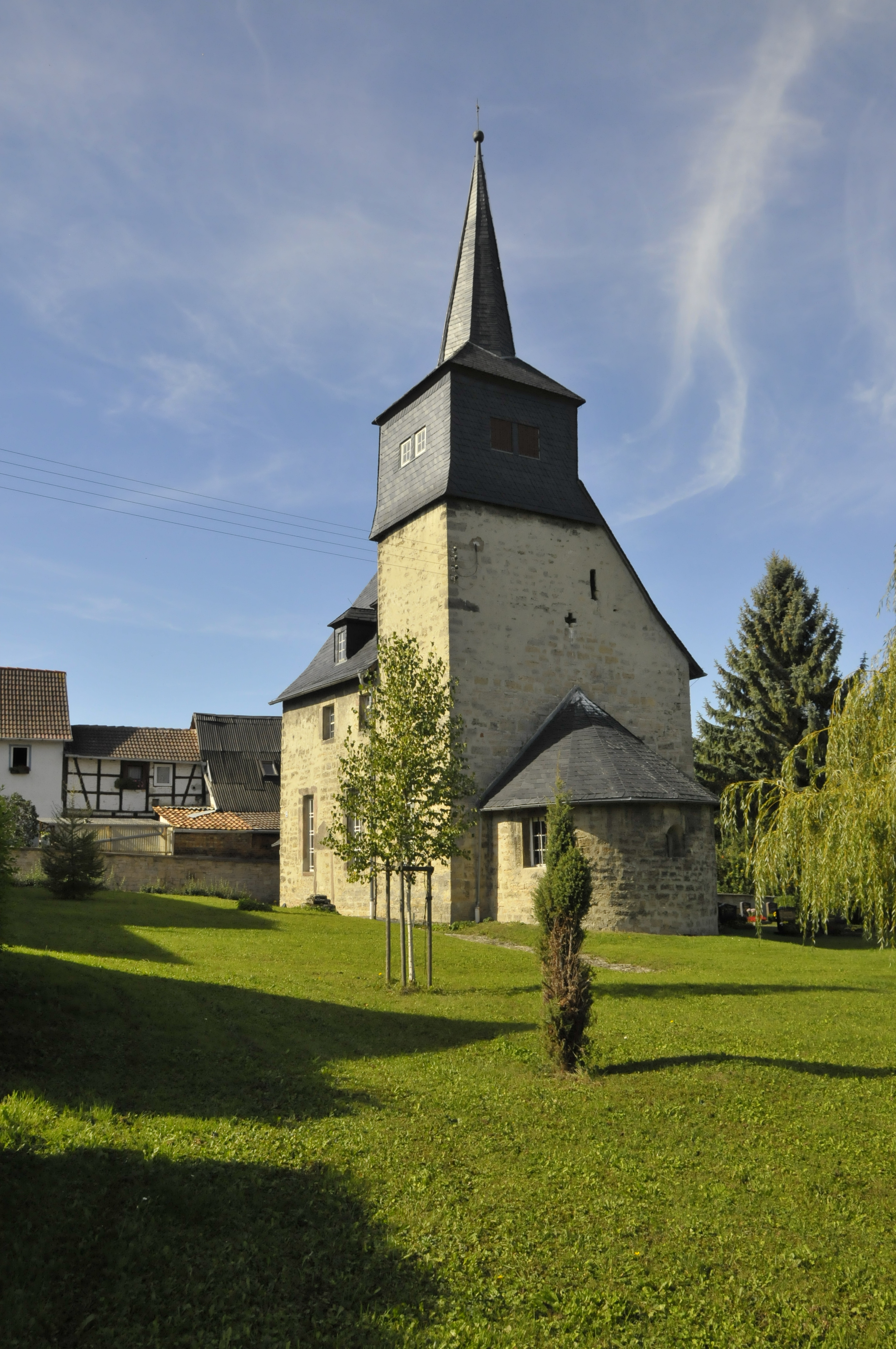
Die Kirche

Die evangelische Dorfkirche Neckeroda im Ortsteil Neckeroda der Stadt Blankenhain im Landkreis Weimarer Land in Thüringen liegt mitten im Dorf. Die Bundesstraße 85 führt vorbei. Der Platz, auf dem die Kirche steht, ist mit Wällen, Hecken und Bäumen umgeben. Ein angeblich einst bestehendes unterirdisches Gangsystem erinnert an eine mittelalterliche Befestigungsanlage.

## Geschichte
An der Ostseite der Kirche ist eine kleine Rundapsis erhalten worden. Die Kirche ist im Laufe der Jahrhunderte nicht wesentlich verändert worden. Auf dem Satteldach sitzt im Osten etwas höher als der First vom Kirchenschiff im beschieferten Rechteckgeschoss ein Spitzhelm. Die Wetterfahne mit der Jahreszahl 1606 zeigt wohl das Jahr des Turmbaus.

## Langhaus und Turm
Mit dem Langhaus bildet der Turm ein Rechteck. Auch innen. Nach Osten schließt die Apsis mit steinerner Halbkugel und Sakramentsnische an. Spuren am Langhaus deuten auf ein niederes Gotteshaus in der früheren Zeit hin. Es wurde wahrscheinlich um 1600 erhöht. Daher die Zahl 1606. Die Fenster sind unregelmäßig angebracht. Im Süden ist ein Rundbogenfenster vermauert.
Innen ein barocker, reich verzierter Kanzelbau. Hinter dem Altar zwei Pfosten mit gewundenen Säulen, geschnitzten Voluten, Blumen und Engelsfiguren.
Die Orgel baute 1870 der Orgelbauer Förtsch aus Blankenhain.
Die alten Glocken wurden im Ersten Weltkrieg eingeschmolzen, 1925 wurden drei neue beschafft.